# Avraham Leizerson
Avraham Leizerson (hebrejsky: אברהם לייזרזון, plným jménem Avraham Josef Leizerson, אברהם יוסף לייזרזון) byl izraelský politik a poslanec Knesetu za strany Sjednocený judaismus Tóry a Agudat Jisra'el.

## Biografie
Narodil se roku 1943 v Jeruzalému. Vystudoval náboženské instituty a získal osvědčení pro výkon funkce rabína. Vedl pak vzdělávací náboženský ústav. Hovoří jidiš.

## Politická dráha
Působil jako člen městské samosprávy Jeruzalému, v jednu dobu i jako místostarosta. Zároveň zasedal v jeruzalémské náboženské radě. Byl mluvčím hnutí Agudat Jisra'el. Byl zástupcem ředitele Izraelského centra pro nezávislé školství a zasedal ve vedení Veřejného výboru pro zachování důstojnosti člověka. Publikoval v listu Hamodiya.
V izraelském parlamentu zasedl po volbách v roce 1996, v nichž kandidoval za stranu Sjednocený judaismus Tóry. Mandát ale získal až dodatečně v říjnu 1998 jako náhradník za poslance Moše Gafniho. Během několika měsíců zbývajících do voleb se zapojil jako člen do činnosti parlamentního výboru pro ústavu, právo a spravedlnost a výboru státní kontroly. Poté, co formaci Sjednocený judaismus Tóry opustila frakce Degel ha-Tora, pokračovala zbylá část pod názvem zbylé druhé frakce Agudat Jisra'el.